# Lukáš Hůlka
Lukáš Hůlka (* 31. března 1995 Mladá Boleslav) je český profesionální fotbalista, který hraje na pozici středního obránce za český klub Bohemians Praha 1905. Je také bývalým českým mládežnickým reprezentantem.

## Klubová kariéra
Svoji fotbalovou kariéru začal v FK Mladá Boleslav. V mládeži získal dva mistrovské tituly, konkrétně v roce 2013 s U19 a v roce 2015 s juniorkou. V průběhu jarní části sezony 2012/13 propracoval do seniorské kategorie.

### FK Mladá Boleslav
S Boleslaví se představil ve 2. předkole Evropské ligy UEFA 2014/15 proti bosenskému týmu NK Široki Brijeg. V úvodním domácím střetnutí 17. července 2014 (výhra 2:1) musel zastoupit distancovaného Jakuba Navrátila, kterému platil čtyři roky starý trest z evropských pohárů proti tureckému Beşiktaş JK. Hůlka odehrál kompletní utkání, přitom v 1. české lize neměl na kontě dosud jediný start. V nejvyšší soutěži debutoval v dresu Mladé Boleslavi 13. září 2014 v utkání proti FC Baník Ostrava (prohra 0:1), kde odehrál druhý poločas. Premiérovou branku v první lize zaznamenal 4. října 2014 proti FC Zbrojovka Brno, kde již v 7. minutě zvyšoval na průběžných 2:0. Vzhledem ke konečnému výsledku 5:1 šlo o vítězný gól. V říjnu 2015 uzavřel s Mladou Boleslaví nový kontrakt do léta 2019. Na podzim 2015 si poranil koleno a několik měsíců nebyl trenérům k dispozici.

### FC Hradec Králové (hostování)
V únoru 2017 zamířil na půlroční hostování do týmu tehdejšího nováčka nejvyšší soutěže FC Hradec Králové. V Hradci se sešel s obráncem Romanem Polomem, se kterým působil v Mladé Boleslavi. V dresu Hradce odehrál 10 ligových zápasů a vstřelil jednu branku. V červnu 2017 se vrátil do Mladé Boleslavi.

### Bohemians Praha 1905 (hostování)
V červnu 2017 začal přípravu s pražským klubem Bohemians 1905, kam nakonec zamířil z FK Mladá Boleslav na hostování.

## Klubové statistiky
Aktuální k 14. únoru 2017
| Sezona  | Klub                      | Soutěž             | Zápasy | Góly |
| ------- | ------------------------- | ------------------ | ------ | ---- |
| 2012/13 | FK Mladá Boleslav         | Gambrinus liga     | 0      | 0    |
| 2013/14 | FK Mladá Boleslav         | Gambrinus liga     | 0      | 0    |
| 2014/15 | FK Mladá Boleslav         | Synot liga         | 13     | 1    |
| 2015/16 | FK Mladá Boleslav         | Synot liga         | 0      | 0    |
| 2016/17 | FK Mladá Boleslav         | ePojisteni.cz liga | 9      | 1    |
| 2016/17 | FC Hradec Králové (host.) | ePojisteni.cz liga | 10     | 1    |

## Reprezentační kariéra
Lukáš Hůlka nastupoval za mládežnické reprezentační výběry do 16, 17, 18, 19 a 20. V roce 2016 odehrál jeden zápas za českou reprezentaci U21.